# بارگوشات
بارگوشات (به ارمنی: Բարգուշատ) یک منطقهٔ مسکونی در ارمنستان است که در سیونیک واقع شده‌است. بارگوشات در کیلومتری جنوب کاپان، مرکز استان سیونیک و در ۵ کیلومتری شمال روستای سیونیک واقع شده‌است.

## خصوصیات
بارگوشات ۹۸ نفر جمعیت دارد و در ارتفاع ۸۲۰ متر بالاتر از سطح دریا قرار گرفته‌است.
| سال   | ۱۸۳۱ | ۱۸۹۷ | ۱۹۲۶ | ۱۹۳۹ | ۱۹۵۹ | ۱۹۷۰ | ۱۹۷۹ | ۲۰۰۴ |
| جمعیت | ۲۶   | ۱۲۳  | ۶۰   | ۸۷   | ۹۵   | ۴۴۷  | ۲۹۴  | ۷۴   |